# 소학생 (잡지)

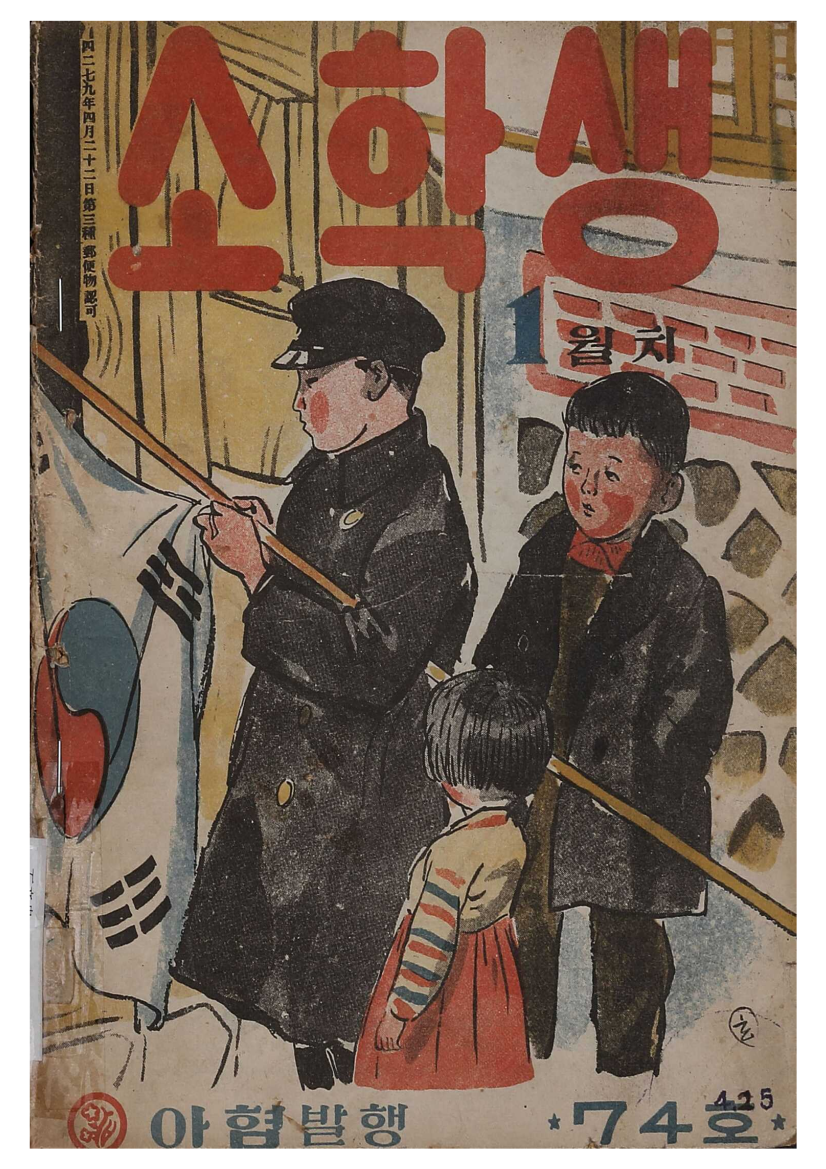
《소학생》 74호 표지

《소학생》(小學生)은 조선아동문화협회에서 발행하던 어린이를 위한 잡지이다. 1946년 2월 11일 창간하여 1950년 5월호까지 발행되었다.

## 발간
《소학생》은 을유문화사의 윤석중, 조풍연 등이 주축이 되어 어린이 사업의 일환으로 결성된 조선아동문화협회에서 창간하였다. 창간 당시는 주간지로 발행하였으며 이는 한국 최초의 주간지이기도 하였다. 얼마간 주간지로 발행되던 《소학생》은 1947년 월간지로 전환되었다.
꾸준히 발행되던 《소학생》은 1950년 5월호까지 발간되었으나 다음 달인 6월 25일 한국전쟁이 일어나자 협회와 출판사가 모두 업무를 더 이상할 수 없어 중단되었다.

## 참여 인물과 내용
《소학생》을 주도한 윤석중은 《낮에 나온 반달》 등의 동시와 동요 가사를 지은 대표적인 아동문학가였다. 윤석중은 일제강점기 시절부터 대표적인 동요작가로 활발히 활동하던 자신의 후배 박영종을 《소학생》제작에 참여시켰다. 박영종은 〈동요 맛보기〉, 〈동시 짓는 법〉 등을 투고하며 동시와 동요 운동에 큰 자취를 남겼다.
《소학생》은 각계의 인사들을 두루 망라하여 《소학생》의 제작에 참여하게 하였다. 염상섭, 정인택 등의 소설가가 어린이를 위한 소설을 투고하며 참여하였고 《로빈슨 크루소》, 《걸리버 여행기》, 《정글북》과 같은 외국 소설을 번안하여 소개하였다. 조선아동문화협회는 연재가 완료된 이야기들을 모아 단행본도 발행하였다. 박태원은 역사 소설 《이순신 장군》을 연재하였다. 이와 같이 《소학생》은 좌우 이념을 떠나 아동문학의 발전을 바라는 다양한 인물들을 참여시킬 수 있었다. 《소학생》은 해방된 한국의 미래가 과학의 발달에 있다고 믿었으며 어린이들이 과학에 흥미를 지닐 수 있도록 각종 과학에 대한 기사를 꾸준히 연재하였다.
《소학생》은 어린이를 대상으로 한 잡지인 만큼 많은 삽화와 만화 등을 함께 실었다. 소학생에 참여한 대표적인 삽화가로는 《코주부》로 유명한 김용환과 그의 동생 김의환 형제를 들 수 있다. 특히 김의환은 각종 삽화의 제작과 함께 만화 《도술법사》를 연재하는 등 《소학생》의 제작에 열성적으로 참여하였다.

## 같이 보기
- 《어린이》
- 《삼천리》